# V. Lipót osztrák főherceg
Habsburg–Tiroli Lipót (ismert még mint Ausztria–Tiroli Lipót főherceg, németül: Erzherzog Leopold von Österreich-Tirol; Graz, Habsburg Birodalom, 1586. október 9. – Schwaz, Habsburg Birodalom, 1632. szeptember 13.), a Habsburg-házból származó osztrák főherceg, II. Károly főherceg és Bajorországi Mária Anna fia, aki 1598-tól a Passaui és Strassburgi egyházmegye püspöke 1625-ig, majd  V. Lipót néven Hátsó-Ausztria főhercege és Tirol hercegesített grófja 1619 és 1632 között.
Gyermekként iktatták be püspöki hivatalába 1598-ban, habár sohasem szentelték pappá. 1609-ben zsoldos seregek élén harcolt apai nagybátyja, III. Miksa főherceg ellen annak területeiért Tirolban, 1611-ben pedig II. Rudolf ellen a Cseh Királyságban. Miksa halála után ő örökölte Hátsó-Ausztriát és Tirolt, ahol szuverén uralkodóvá nyilvánította magát. Az Innsbruckban található Jezsuita-templom építtetője, és a fiatalabb Habsburg–Tiroli-ház megalapítója.

## Származása
Lipót főherceg 1586. október 9-én született Grazban, a Habsburg-ház osztrák ágának tagjaként. Apja II. Károly, Belső-Ausztria főhercege, aki I. Ferdinánd német-római császár és magyar király és Jagelló Anna királyné legkisebb fia volt. Apai nagyapai dédszülei IV. Szép Fülöp, Burgundia hercege és II. Őrült Johanna kasztíliai királynő, míg apai nagyanyai dédszülei II. Ulászló magyar és cseh király és Candale-i Anna királyné (II. Gaston János candale-i gróf leánya) voltak.
Édesanyja a Wittelsbach-házból származó Mária Anna bajor hercegnő, V. Nagylelkű Albert bajor herceg és Habsburg Anna osztrák főhercegnő leánya volt. Anyai nagyapai dédszülei IV. Vilmos bajor herceg és Badeni Mária Jakoba hercegné (I. Fülöp badeni őrgróf leánya), míg anyai nagyanyai dédszülei szintén I. Ferdinánd császár és király és Jagelló Anna királyné voltak. Ezzel szülei közeli rokoni kapcsolatban álltak, édesanyja volt apja unokahúga.

## Házassága és gyermekei
A főherceg felesége az olasz Medici-család egy tagja, Claudia di Ferdinando de’ Medici hercegnő lett. Claudia volt I. Ferdinando de’ Medici toszkánai nagyherceg és Lotaringiai Krisztina nagyhercegné (III. Károly lotaringiai herceg leányának) gyermeke. Házasságukra 1626-ban került sor, melynek következtében Lipót lemondott püspöki rangjairól. Kapcsolatukból összesen öt gyermek született, melyek közül négyen érték meg a felnőttkort. Gyermekeik:
- Mária Eleonóra főhercegnő (1627. február 12. – 1629. augusztus 6.), gyermekkorában elhunyt
- Ferdinánd Károly főherceg (1628. május 17. – 1662. december 30.), apját követvén Tirol hercegesített grófja
- Izabella Klára főhercegnő (1629. augusztus 12. – 1685. február 24.), hozzáment III. Károly mantovai herceghez
- Zsigmond Ferenc főherceg (1630. november 27. – 1665. június 25.), testvérét követvén Tirol uralkodója
- Mária Leopoldina főhercegnő (1632. április 6. – 1649. augusztus 7.), III. Ferdinánd német-római császár második felesége lett